# Max Joseph Ruhwandl

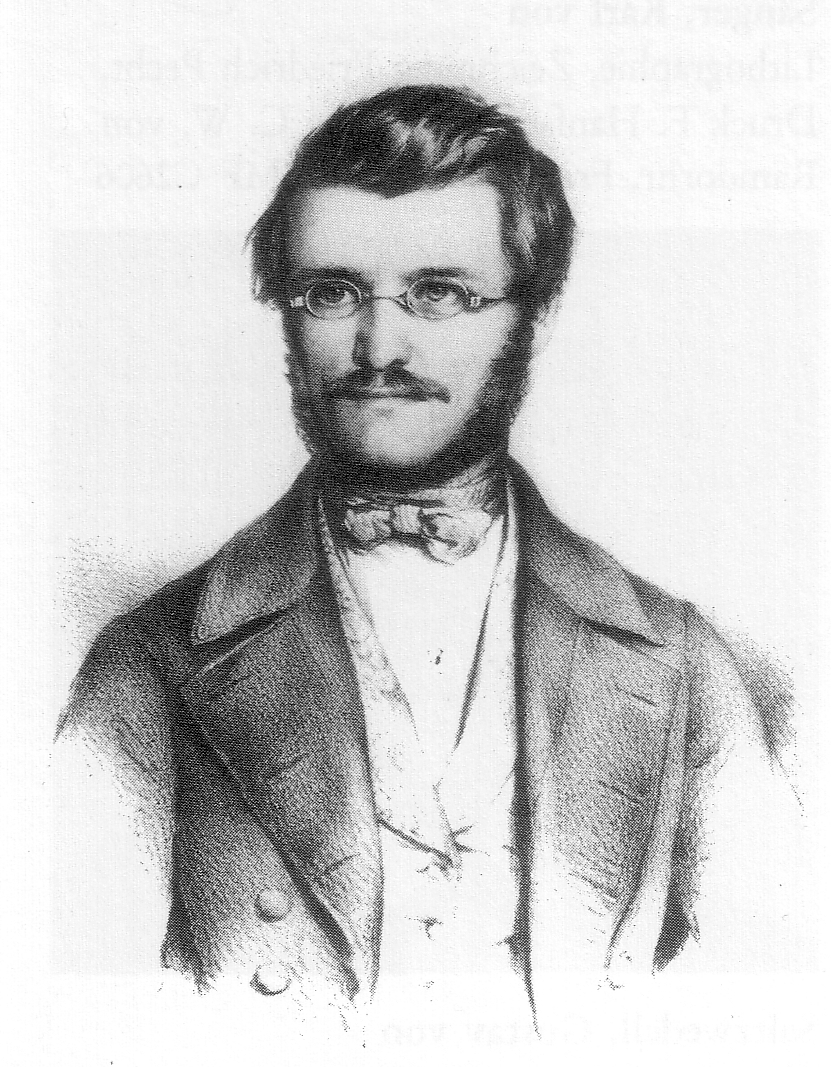
Max Josef Ruhwandl (1848)

Max Josef Ruhwandl (* 28. Januar 1806 in München; † 8. Januar 1890 ebenda) war ein deutscher Advokat in der Frankfurter Nationalversammlung.

## Leben
Ruhwandl besuchte das (heutige) Wilhelmsgymnasium München. Nach dem Abitur (1823) studierte er ab 1824 an der Universität Landshut und der Ludwig-Maximilians-Universität München Rechtswissenschaft. Ab 1825 war er Renoncenphilister des Corps Isaria. 1828 wurde er Rechtspraktikant, 1831 Gerichtsakzessist in Landshut, 1833 Advokat in Hof (Saale). 1837 übersiedelte er nach München. Vom 18. Mai 1848 bis zum 13. Oktober 1848 saß er in der Frankfurter Nationalversammlung (Landsberg (Fraktion)) an. Zeitweilig amtierte er als Schriftführer.